# Custóias Futebol Clube
O Custóias Futebol Clube é um clube português localizado na freguesia de Custóias, concelho de Matosinhos, distrito do Porto. O clube foi fundado em 16 de Agosto de 1942 e o seu atual presidente é Filipe Gomes Pereira. Os jogos em casa são disputados no Complexo Desportivo Custóias FC.

## Futebol
No seu historial contam alguns títulos regionais de Futebol de onze, Campeão Distrital da II Divisão – Cat. Reservas – Época de 1967-1968- Campeão Distrital da II Divisão – Seniores - Época de 1978-1979- Campeão Distrital da III Divisão – Seniores - Época de 1990-1991 e mais recentemente a equipa de futebol sénior sagrou-se campeã, na época de 2009-2010, da 1ª Divisão da Associação de Futebol do Porto. Atualmente participa na 1ª Divisão da Associação de Futebol do Porto.

### Classificações por época
| Época     | Nível | Divisão                      | Classificação | Taça de Portugal |
| --------- | ----- | ---------------------------- | ------------- | ---------------- |
| 2007/2008 | 6     | 1ª Divisão da AF Porto       | 2º            | -                |
| 2008/2009 | 5     | Divisão de Honra da AF Porto | 18º           | -                |
| 2009/2010 | 6     | 1ª Divisão da AF Porto       | 1º            | -                |
| 2010/2011 | 5     | Divisão de Honra da AF Porto | 8º            | -                |
| 2011/2012 | 5     | Divisão de Honra da AF Porto | 17º           | -                |
| 2012/2013 | 6*    | 1ª Divisão da AF Porto       | 10º           | -                |
| 2013/2014 | 6     | 1ª Divisão da AF Porto       | 2º            | -                |
| 2014/2015 | 5     | Divisão de Honra da AF Porto | 16º           | -                |
| 2015/2016 | 6     | 1ª Divisão da AF Porto       | a decorrer    | -                |

Legenda das cores na pirâmide do futebol português
     1º nível (1ª Divisão / 1ª Liga) 
     2º nível (até 1989/90 como 2ª Divisão Nacional, dividido por zonas, em 1990/91 foi criada a 2ª Liga) 
     3º nível (até 1989/90 como 3ª Divisão Nacional, depois de 1989/90 como 2ª Divisão B/Nacional de Seniores/Campeonato de Portugal)
     4º nível (entre 1989/90 e 2012/2013 como 3ª Divisão, entre 1947/48 e 1989/90 e após 2013/14 como 1ª Divisão Distrital) 
     5º nível
     6º nível
     7º nível
Notas:
- em 2013/14 acabou IIIª Divisão e a primeira competição distrital passou a nível 4

### Elenco atual
- Atualizado em 31 de Janeiro de 2013.

- Atual capitão
- Jogador contundido
- : Jogador suspenso.